# 보스턴 대학교 서역
보스턴 대학교 서역은 2021년 11월 12일에 폐업한 미국의 철도역이다. 에이모리 스트리트역이 세워짐에 따라 세인트 폴 스트리트역과 통합되며 없어졌다.

## 역 주변
- 보스턴 대학교